# بيل تود
بيل تود (بالإنجليزية: Bill Todd)‏ هو رائد بحار ‏ أمريكي، ولد في 1958.